# الانتخابات في المملكة المتحدة
هناك خمسة أنواع من الانتخابات في المملكة المتحدة: انتخابات مجلس عموم المملكة المتحدة (تسمى عادةً «الانتخابات العامة»)، وانتخابات الجمعيات والبرلمانات المفوضة، والانتخابات المحلية، وانتخابات رؤساء البلديات، وانتخابات الشرطة ومفوض منع الجريمة. وضمن كل فئة من هذه الفئات، قد تكون هناك انتخابات فرعية أيضًا. تُجرى الانتخابات في «يوم الانتخابات»، والذي عادةً ما يكون يوم خميس. منذ تشريع قانون البرلمانات محددة المدة لعام 2011 الخاص بالانتخابات العامة، أصبحت جميع الأنواع الخمس من الانتخابات تُجرى في فترات محددة، على الرغم من أن انتخابات البرلمان وانتخابات المجالس والبرلمانات المفوضة يمكن أن تُجرى مبكرًا في حالات معينة. والأنظمة الانتخابية الخمس المستخدمة هي: نظام تعددية العضو الواحد (الفوز للأكثر أصواتًا)، ونظام تعددية الأعضاء المتعددين، والتصويت الفردي القابل للتحويل، ونظام العضو الإضافي، والتصويت التكميلي.
تُدار الانتخابات محليًا: في كل سلطة محلية من المستوى الأدنى، تُدار عملية الاقتراع بواسطة نائب مأمور الدائرة أو مأمور الدائرة، ويُجرى تجميع السجل الانتخابي والمحافظة عليه بواسطة موظف التسجيل الانتخابي (باستثناء إيرلندا الشمالية، حيث يتولى المكتب الانتخابي لإيرلندا الشمالية كلا المسؤوليتَين). تضع اللجنة الانتخابية المعايير وتصدر المبادئ التوجيهية لمأموري الدوائر وموظفي التسجيل الانتخابي، وهي مسؤولة عن إدارة الانتخابات على الصعيد الوطني (مثل تسجيل الأحزاب السياسية وتوجيه إدارة الاستفتاءات الوطنية).

## التسجيل الانتخابي
إن 45,844,691 هو العدد الإجمالي للأسماء في المملكة المتحدة التي ظهرت في السجلات الانتخابية المنشورة في 1 ديسمبر 2010 وذلك بناء على تاريخ التأهيل الواقع في 15 أكتوبر 2010.  

### حق التسجيل
في إنجلترا وويلز، يحق لأي شخص يبلغ من العمر 18 عامًا أو أكثر في يوم الاقتراع وهو من مواطني المملكة المتحدة (جميع أشكال الجنسية البريطانية باستثناء رعايا المحميات البريطانية)، أو جمهورية إيرلندا، أو أحد بلدان الكومنولث (بما في ذلك فيجي وزيمبابوي ومنطقة قبرص بأكملها)، أو إحدى الدول الأعضاء في الاتحاد الأوروبي؛ التقدم بطلب إلى موظف التسجيل الانتخابي في منطقة السلطة المحلية حيث يقيم «وتكون إقامته متسمةً بالاستمرارية»، ليُدرج في السجل الانتخابي لتلك المنطقة.
في إسكتلندا، يمكن أن يسجّل للتصويت أولئك الذين يستوفون شروط الجنسية (كما هو مذكور في الفقرة السابقة)، أو الذين يملكون تصريحًا بالبقاء (محدود أو غير محدود) في المملكة المتحدة، والذين سيبلغون من العمر 16 عامًا أو أكثر يوم الاقتراع، نظرًا لأن سن التصويت في البرلمان الإسكتلندي والانتخابات المحلية هو 16 عامًا. ولكن، لا يحق للناخبين في إسكتلندا تحت سن 18 عامًا التصويت في البرلمان الأوروبي أو الانتخابات العامة في المملكة المتحدة.
يمكن للشخص التسجيل باستخدام عنوانه العادي إذا كان سيغيب مؤقتًا (على سبيل المثال، سيغادر للعمل، أو سيكون في عطلة، أو في سكن الطلاب، أو في المستشفى). يمكن للشخص الذي لديه منزلين (مثل الطالب الجامعي الذي يملك عنوان إقامة معين خلال الفصل الدراسي ويعيش في المنزل أثناء العطلات) أن يتمكن من التسجيل للتصويت على كلا العنوانين طالما أنهما ليسا في المنطقة الانتخابية نفسها (على الرغم من أنه لا يمكن للناخب أن يصوّت إلا مرة واحدة فقط في أي انتخابات معينة أو استفتاء معين).
بالإضافة إلى ذلك، كي يتأهلوا للظهور على السجل الانتخابي، يجب على المتقدمين من مواطني الكومنولث امتلاك إما تصريح للدخول أو البقاء في المملكة المتحدة أو ألا يكونوا بحاجة هكذا تصريح أثناء تاريخ تقديم طلبهم، ولا يجوز لأي مقدم طلب أن يكون شخصًا مُدانًا محتجزًا في السجن أو في مستشفى للأمراض العقلية (أو يحمل صفة غير قانونية بشكل عام تجعله معرضًا للاحتجاز)، أو شخصًا ثبتت إدانته ببعض الممارسات الفاسدة أو غير القانونية.
في إيرلندا الشمالية، يجب استيفاء معيار آخر للتأهل للتسجيل: يجوز للشخص أن يتقدم للتسجيل على السجل الانتخابي فقط إذا كان مقيمًا في إيرلندا الشمالية لمدة ثلاثة أشهر على الأقل قبل تاريخ الطلب.
يمكن للسجناء الاحتياطيين، والمرضى المتطوعين في مستشفيات الأمراض العقلية، والأشخاص الذين لا يملكون مكان إقامة ثابت؛ التسجيل للتصويت من خلال إصدار بيان علاقات محلية.
لدى أعضاء القوات المسلحة البريطانية وأفراد عائلاتهم المباشرين خيار التسجيل كناخب خدمة، من خلال إصدار بيان بالخدمة بناءً على عنوانهم الأخير في المملكة المتحدة.
يمكن للمواطنين البريطانيين (ولكن ليس الفئات الأخرى من الرعايا البريطانيين) المقيمين خارج المملكة المتحدة التسجيل كناخبين خارج البلاد شريطة أن يكونوا مسجلين في السجل الانتخابي في المملكة المتحدة خلال الـ 15 سنة الماضية. تبدأ فترة الـ 15عامًا عندما لا تعود أسماؤهم ظاهرة في السجل الانتخابي، وليس بدءًا من التاريخ الذي انتقلوا فيه إلى الخارج. يمكن للمواطنين البريطانيين الذين انتقلوا إلى الخارج قبل أن يبلغوا 18 عامًا أن يتأهلوا للتسجيل، وتُحسب لهم فترة الـ 15عامًا من تاريخ توقف والديهم أو أوصياء أمورهم عن الظهور في السجل الانتخابي. لا يمكن للناخبين في الخارج التصويت في البرلمان الأوروبي والانتخابات البرلمانية في المملكة المتحدة إلا في الدائرة الانتخابية لآخر عنوان مسجل لهم في المملكة المتحدة (وبالنسبة لأولئك الذين انتقلوا إلى الخارج وهم قاصرون، يُحسب لهم آخر عنوان مسجل لوالديهم أو لأوصيائهم في المملكة المتحدة). لا يحتاج المواطنون البريطانيون المتواجدون بالخارج مؤقتًا إلى التسجيل كناخبين خارج البلاد، ويمكنهم التسجيل للتصويت بالطريقة المعتادة على عنوانهم في المملكة المتحدة.